# Nemegtosaurus mongoliensis
Nemegtosaurus è un genere estinto di dinosauro sauropode erbivoro vissuto nel Cretacico superiore in Mongolia. Il genere conta attualmente una sola specie N. mongoliensis.

## Un cranio misterioso
Descritto da Nowinski nel 1971, questo dinosauro è conosciuto solo per un cranio fossile quasi completo, dall'aspetto molto simile a quello di dinosauri sauropodi ben più noti come Apatosaurus, Brontosaurus e Diplodocus, del Giurassico superiore. Alcune caratteristiche di questo cranio, però, lo rendono simile a quello del brachiosauride Giraffatitan. all'epoca della sua scoperta, questo cranio venne attribuito con qualche perplessità ai diplodocoidi, e più tardi il nemegtosauro venne classificato variamente come forma particolarmente tarda di dicreosauride (una famiglia di diplodocoidi vissuta anche nel Cretaceo) o posto in una famiglia a parte, quella dei nemegtosauridi.
Nel frattempo, durante la spedizione che portò alla luce il cranio, venne scoperto anche uno scheletro quasi completo ma privo di collo e testa, che necessitò di vari anni per essere studiato e venne infine classificato come Opisthocoelicaudia nel 1977. Dal momento che il cranio sembrava essere diplodocide e lo scheletro portava somiglianze con i camarasauridi, si pensò di trovarsi di fronte a due tipi differenti di sauropodi. In realtà, dal momento che alcuni titanosauri rinvenuti di recente "fondono" le due caratteristiche, Nemegtosaurus e Opisthocoelicaudia potrebbero benissimo rappresentare lo stesso animale.
Un altro cranio di questo animale è stato rinvenuto, ma non è mai stato descritto. In Cina, invece, una specie denominata Nemegtosaurus pachi e basata su denti fossili è considerata un nomen dubium.